# ذیبان (اردن)
ذیبان (به عربی: ذیبان) یک منطقهٔ مسکونی در اردن است که در استان مادبا واقع شده‌است. ذیبان ۱۰٫۲۴ کیلومتر مربع مساحت و ۱۳٬۰۴۳ نفر جمعیت دارد و ۷۲۶ متر بالاتر از سطح دریا واقع شده‌است.